# レイプマン (バンド)
レイプマン(Rapeman)は、アメリカ・シカゴで結成されたポスト・ハードコアバンド。

## 概要
ビッグ・ブラック解散後のスティーヴ・アルビニと、スクラッチ・アシッド解散後のデヴィッド・ウィリアム・シムス、レイ・ウォッシャムの3人によって1987年に結成された。物議を醸したそのバンド名は、みやわき心太郎による日本の漫画作品『THE レイプマン』から採られた。アルビニは友人が所有していたその漫画に衝撃を受け、アンチヒーローの代名詞としてその漫画のタイトルをバンド名に冠した。しかしながら女性に対する暴力を助長するなどとして人権団体から非難が殺到し、デビューから1年ほどで解散を余儀なくされる。アルビニは解散後にレコーディング・エンジニアとしての活動やシェラックを結成するなどしてその名を揚げることとなる。

## メンバー
- スティーヴ・アルビニ（Steve Albini） - ギター、ボーカル
- デヴィッド・ウィリアム・シムス（David Wm. Sims） - ベースギター
- レイ・ウォッシャム（Rey Washam） - ドラムス

## 作品

### スタジオアルバム
- Two Nuns and a Pack Mule （1988年）

### シングル、EP
- "Hated Chinee b/w Marmoset" （1988年）
- Budd （1989年）
- "Inki's Butt Crack b/w Song Number One" （1989年）

## エピソード
ソニック・ユースとの対バンで『Kim Gordon's Panties』（アルバム『Two Nuns and a Pack Mule』に収録。キム・ゴードンはソニック・ユースのベーシスト。リーダーであるサーストン・ムーアの妻）を演奏し、サーストン・ムーアにボコボコに殴られるという逸話を残す。